# Evan Storm
Evan Ossian Storm, född 14 maj 1938 i Göteborg, död 27 april 2014 i Åkersberga, var en svensk skådespelare, dramatiker och radioproducent.

## Filmografi, urval
- 1975 - Svartsjuka[4]
- 1966 - Ur svenska hjärtans djup[4]

## Teater

### Roller
| År   | Roll       | Produktion                                         | Regi         | Teater                   |
| ---- | ---------- | -------------------------------------------------- | ------------ | ------------------------ |
| 1983 | Stengästen | Don Juan (Dom Juan ou Le Festin de pierre) Molière | Hans Polster | Helsingborgs stadsteater |

### Regi
| År   | Produktion                                      | Upphovsmän   | Teater                                                     |
| ---- | ----------------------------------------------- | ------------ | ---------------------------------------------------------- |
| 1984 | Diktarens Frida eller Träffas säkrast i hjärtat | Hans Granlid | Helsingborgs stadsteater Regi tillsammans med Stina Ancker |

## Radioteater
- Bilbo - En Hobbits äventyr (radioteater, 1970) som trollkarlen Gandalf